# Michaeliskirche (Harbarnsen)

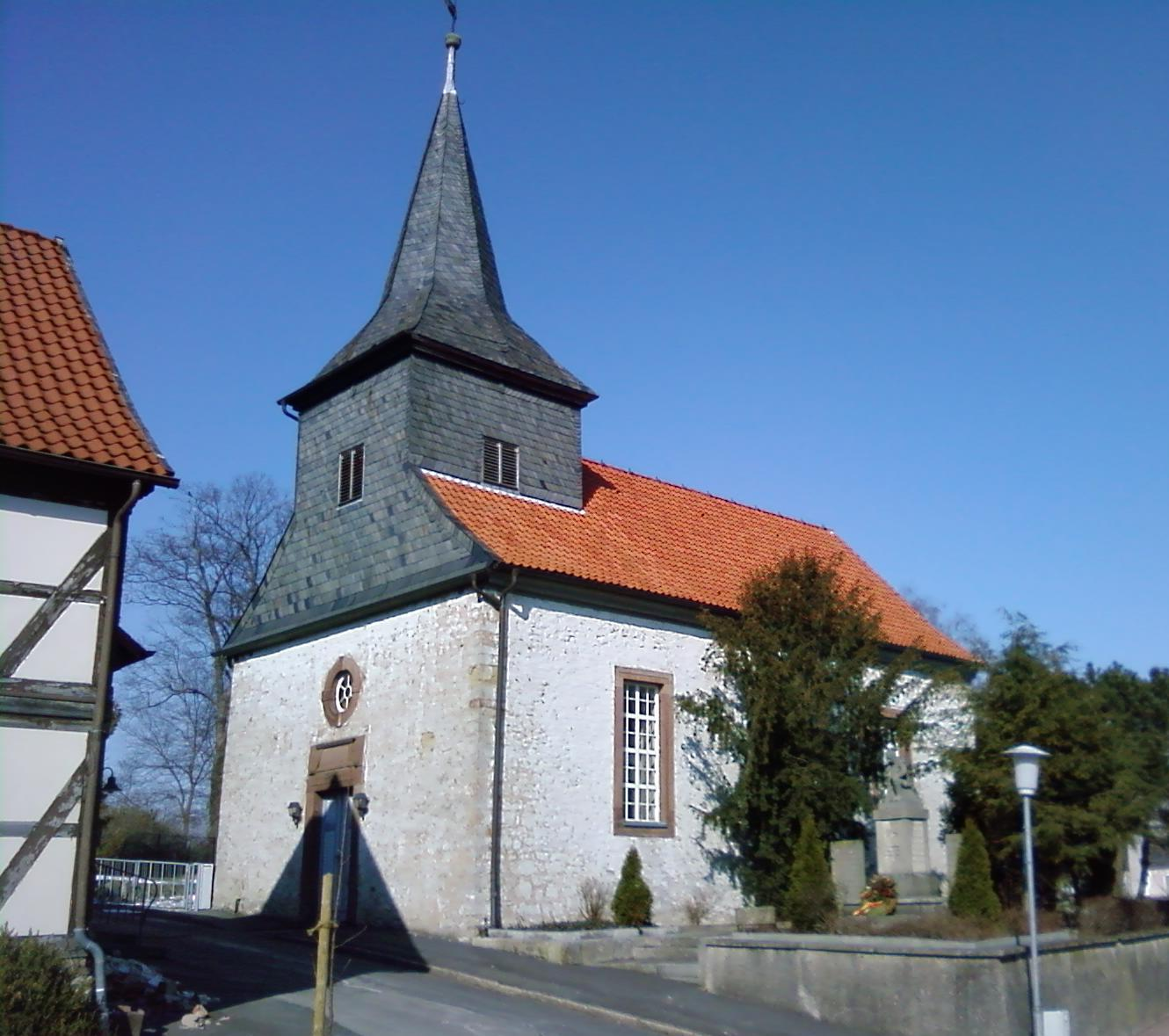
Michaeliskirche

Die evangelisch-lutherische denkmalgeschützte Michaeliskirche steht in Harbarnsen, einem Ortsteil der Gemeinde Lamspringe im Landkreis Hildesheim von Niedersachsen. Die Kirchengemeinde gehört zum Kirchenkreis Hildesheimer Land-Alfeld im Sprengel Hildesheim-Göttingen der Evangelisch-lutherischen Landeskirche Hannovers.

## Geschichte
Wann die erste Kapelle in Harbarnsen gebaut wurde, ist unbekannt. 1568 wird Harbarnsen zusammen mit Irmenseul als Tochtergemeinde von Woltershausen genannt. Da die Kapelle im Dreißigjährigen Krieg verfallen war, ließen Anna von Stolberg und ihr Ehemann Heinrich Burgtorff, Amtmann von Wiedelah, 1648 eine neue Kirche bauen. Sie gehörte als Hofkirche zum Gut, aber auch die übrigen Dorfbewohner besuchten die Gottesdienste. Erst 1768 ließ Ernst Georg von Steinberg in Harbarnsen eine neue Kirche errichten. Im Jahre 1821 ist diese Kirche durch Vereinbarung zwischen dem Herrn Oberschenk Ernst August von Steinberg und der Gemeinde Harbarnsen zur gemeinschaftlichen Kirche für die ganze Gemeinde eingerichtet worden.

## Beschreibung
Die verputzte Saalkirche wurde aus Bruchsteinen gebaut. Eine Über dem Portal befindet sich ein Ochsenauge und darunter eine Inschrift, die 1821 als Baujahr nennt. Das Kirchenschiff hat im Osten einen dreiseitigen Abschluss. Aus dem Satteldach, das über dem Chor im Osten abgewalmt ist, erhebt sich im Westen ein schiefergedeckter Dachturm mit Klangarkaden. In seinem Glockenstuhl hängen 2 Kirchenglocken, die eine wurde von Johann Heinrich Bartels gegossen, die andere von der Radlerschen Glockengießerei. Der Turm ist bedeckt mit einem achtseitigen spitzen Helm, der von einem rechteckigen Ansatz in eine achteckig ausgezogene Spitze ausläuft, bekrönt mit einer Turmkugel und einer Wetterfahne. An der Südseite ist ein Relief aus dem Jahr 1648 aus rötlichem Sandstein angebracht, auf dem die Trinität dargestellt ist. Eine Inschrift nennt die Namen der beiden Stifter, Heinrich Burchtorff, und Anna von Stolberg. Der Innenraum mit seiner u-förmigen Empore ist mit einem flachen hölzernen Tonnengewölbe überspannt. Zur Kirchenausstattung gehört ein Kanzelaltar aus der Zeit um 1800. Der Kanzelkorb wird flankiert von zwei Säulen, die das Gebälk tragen. Er ist verziert mit spätgotischen Statuen der Apostel Petrus und Paulus, die um 1500 angefertigt wurden. Die Orgel mit 10 Registern, verteilt auf ein Manual und ein Pedal, wurde 1830 von Balthasar Conrad Euler gebaut. Sie wurde 1970 instand gesetzt.